# Амидофосфаты
Амидофосфаты или, иначе, фосфорамидаты, или фосфоамидаты, фосфамидаты — это фосфаты, которые содержат группу NR2 (амидную группу) вместо гидроксильной группы (OH-группы). Структура амидофосфорной кислоты (простейшего амидофосфата), (HO)2PONH2, имеется в каталоге PubChem.

Диамидофосфаты, или фосфородиамидаты, фосфодиамидаты — это фосфаты, в которых две гидроксильные OH-группы замещены амидными — NR2 группами.

## Примеры
Примером природного амидофосфата (фосфорамидата) является креатинфосфат.
Примером диамидофосфата являются также морфолиновые олигонуклеотиды (не путать с морфолином), которые используются в молекулярной биологии.
Диамидофосфатами по своему строению являются также такие известные цитостатические противоопухолевые химиотерапевтические лекарственные препараты алкилирующего типа, как циклофосфамид, ифосфамид, мафосфамид, трофосфамид, перфосфамид, алдофосфамид, 4-гидроксициклофосфамид.